# Alaungsithu
Alaungsithu hay Sithu I (Tiếng Miến Điện: အလောင်း, phiên âm [ʔəláʊɰ̃ sìðù]; còn được gọi với một cái tên khác là Cansu I); (1090 - 1167), là một vị vua của Triều đại Pagan xứ Miến Điện từ trong hơn 54 năm từ năm 1112 (hoặc 1113) đến khi qua đời vào năm 1167.